# Баллинг, Карл
Карл Иосиф Наполеон Баллинг (чеш. Karel Joseph Napoleon Balling; 21 апреля 1805, Габриельсгют, Богемия—17 марта 1868, Прага) — профессор химии, педагог, ректор Пражского политехнического института (1865—1866).

## Биография
Сын служащего чугунного завода графа Роттенгана. С 1813 обучался в Пльзене и Праге, в 1820 в пятнадцатилетнем возрасте поступил в политехническую школу Праги (впоследствии — институт). Изучал физику и математику под руководством Франтишека Йозефа Герстнера, химию — Йозефа Иоганна Стейнманна. Некоторое время работал в стажëром. В 1823 занялся практическим горным делом, работал в заводских мастерских, но уже в ноябре 1824 года сначала временно, а с апреля 1826 постоянно занимал место помощника профессора химии Стейнманна в пражском техническом учебном заведении, в 1835 году после смерти учителя был назначен профессором и занял кафедру химии.
Уже с 1834 Баллинг преимущественно посвятил себя аналитической химии и изучению химических процессов брожения, результаты которого изложены им в его капитальном сочинении: «Die Gährungschemie wissenschaftlich begründet und in ihres Anwendung auf Weinbereitung, Bierbrauerei, Branntweinbrennerei und Hefenerzeugung praktisch dargestellt» (4 т., Прага, 1845—47; 3 изд., 1865).
Сельскохозяйственная химия и технология очень многим обязаны именно этим исследованиям Баллинга. Ему же принадлежит заслуга изобретения в 1839 году измерителя сахарной кислоты (Сахаромер), который стал широко применяться на пивоваренных и ликеро-водочных заводах.
В 1841 году им был усовершенствован ареометр. Среди его достижений также создание методологии определения качества сахарных растворов и внедрение новой научной терминологии (например, поляризация, сахаризация или фактор чистоты).
Кроме многих руководств для пользования изобретëнным измерителем, из прочих сочинений учëного достойны внимания:
- «Ueber einige der wichtigsten Gegenstände der Eisenhüttenwesens» (Лейпц., 1829)
- «Die Eisenerzeugung in Bohmen» (Прага, 1849).

Похоронен на Ольшанском кладбище.